# Reino de Sine
O Reino de Sine ou Siim (em sererê: Siin) foi um reino sererê pós-clássico ao longo da margem norte do delta do rio Salum, no moderno Senegal. Existiu do século XIV, quando foi estabelecido pelas elites sererês, e perdurou até o 1969, quando sua monarquia foi oficialmente abolida.

## Topônimo e demônimo
Durante a Era Gueluar, a região recebeu o nome de Sine-o-Meo Mané (Siim o Meo Manê), irmã de Maissa Uáli Mané. Os exploradores portugueses do século XV referiam-se a Sine como Barbaçim, uma corruptela de "burba Sine" (uolofe para rei de Sine), e ao seu povo como barbacins (um termo frequentemente estendido pelos primeiros escritores aos sererês em geral, enquanto outros insistiam que serreos e barbacins eram povos completamente distintos). Mapas europeus antigos frequentemente denotam o Rio Salum como o "Rio dos Barbacins/Barbecins". Alvise Cadamosto, um navegador, comerciante de escravos e cronista veneziano do século XV, distinguiu erroneamente entre os sereri (sererês) e os barbacini, o que parece indicar que ele estava se referindo a dois povos diferentes quando, na verdade, os barbacini (sererês) eram os únicos povos a serem distinguidos.

## História

### Êxodo sererê
Os diversos povos agrupados sob o termo sererês incluem os sererês seques (serer seex), subgrupos com vários dialetos do sererê propriamente dito, e os sererês de língua canguim, todos os quais historicamente se moveram pela Senegâmbia. De acordo com o historiador Dennis Galvan, "O registro histórico oral, relatos escritos pelos primeiros exploradores árabes e europeus e evidências antropológicas físicas sugerem que os vários povos sererês migraram para o sul da região de Futa Toro (vale do rio Senegal) começando por volta do século XI, quando o islamismo chegou pela primeira vez ao Saara."
O rei Uar Jabi de Tacrur instituiu pela primeira vez a xaria e perseguiu qualquer um de seus súditos que se recusasse a abandonar suas crenças tradicionais em favor do islamismo. Em resposta, alguns começaram a migrar para o sul e oeste. Ao longo de gerações, essas pessoas, possivelmente pastores de língua pular originalmente, se movimentaram pelas áreas uolofes e entraram nos vales dos rios Siim e Salum. Este longo período de contato uolofe-sererê deixou os historiadores inseguros sobre as origens da "terminologia, instituições, estruturas políticas e práticas" compartilhadas. Esta migração foi o processo pelo qual os sererês se uniram em um grupo étnico coerente, separado dos fulas e uolofes.
Os lamanes, em particular, que eram os guardiões da espiritualidade sererê, líderes e da classe proprietária de terras, opuseram uma forte resistência à conversão, em parte para preservar sua religião, mas também para preservar seus bens e poder das tendências centralizadoras do Estado. Em algumas fontes árabes antigas, o termo lanlã (lamlam) tornou-se associado a "não crentes" na região, o que pode ter sido uma corruptela do título sererê lamaã (lamaan). Ao resumir a influência da cultura, história, religião e tradição sererê na região da Senegâmbia em seu artigo Vestiges historiques, trémoins matériels du passé clans les pays Sereer (1993), o historiador Charles Becker escreve que:
| “ | Finalmente, devemos lembrar a importante relíquia chamada sererê em Futa, mas também nos antigos países de Ferlo, Jalofo e Caior (Kajoor), que marcou a migração do proto-sererê, cuja marca nos Futa foi tão significativa e permanece na memória dos Halpulaareen [falantes de pular]. | ” |

### Era lamânica
Na época dos lamanes sererês, Sine não era chamado de Sine. Em vez disso, as cerca de 60 aldeias eram divididas em estados governados por lamanes, a saber: Anjafaje; Na-UI; Joral; Angoque-Pofim; Hirena (a oeste de Sine na Pequena Costa); e Singandum — que cobre as duas margens do vale de Sine. Niokhobaye Diouf observa que, pouco antes da chegada dos Guelouar em Sine, havia três governantes notáveis usando o título lamane:
- Lame Sangô, às vezes chamado de Diarno Diuala (ou Jarno Juala), residindo em Palmarim;
- Lame Dieme Fadial (ou Lamane Jame Fajal), residindo em Fadial (Fajal em sererê);
- Lame Ual Satim Andoque, residindo em Andoque (leste do atual Sine).

Os Uagadu foram uma dinastia matrilinear centenária de origem soninquê, descendente do Império do Gana, que governou grande parte do Senegal moderno casando-se com famílias lamânicas. Algumas das famílias lamânicas notáveis incluíam a família Sar, a família Jofe, a família Angom, etc. Essas famílias formaram um grande conselho (o Grande Conselho de Lamanes) para resolver disputas. Era semelhante a um tribunal superior onde os lamanes se reuniam para ouvir disputas trazidas à sua frente para que pudessem julgar. Era o último recurso se um lamane de outra parte do país sererê não conseguisse decidir sobre um caso trazido a ele ou o reclamante não estivesse satisfeito com o julgamento.

### Fundação de Sine

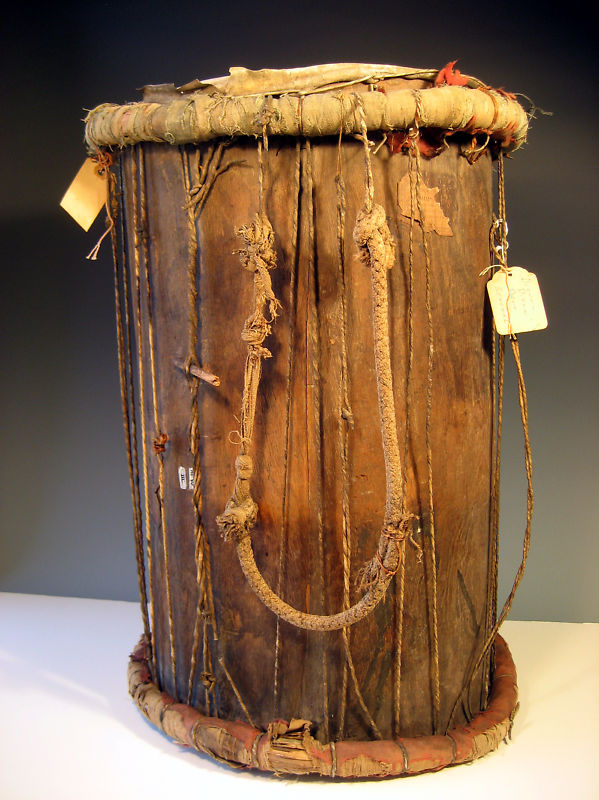
Jung-jung do século XIX de Sine

A data real da fundação do Reino de Sine não é clara, mas no século XIII ou XIV migrantes mandingas entraram na área pelo sudeste. Eram liderados por um clã matrilinear conhecido como Gueluar. O padre Henry Gravrand relata uma tradição oral de que um Made a Sinigue Maissa Uáli Jacaté Mané fugiu com sua família de Gabu após uma batalha em 1335 que ele chama de Batalha de Trubangue (troubang significa "genocídio", "extermínio" ou "aniquilação" de uma família, clã ou povo). Charles Becker destacou que Gravrand realmente descreveu a Batalha de Cansala de 1867 (ou 1865), embora ele e os historiadores senegaleses Babacar Sedikh Diouf e Biram Ngom concordem que a dinastia Gueluar, ramificações da dinastia Nhanco de Gabu, perderam uma luta dinástica lá, forçando-os a buscar refúgio em Sine.
Perto de Niacar, encontraram os sererês. Seu conselho concordou em conceder-lhes asilo e eles se uniram para criar um Estado liderado pelos Gueluares com sua capital em ou perto de uma propriedade lamânica em Ambissel. Sob a aliança sererê-Gueluar, os sererês das famílias nobres de Sine e mais tarde Salum, casaram-se com mulheres Gueluares e os descendentes dessas uniões governaram como reis. Os filhos de tais uniões e seus descendentes identificados como sererês, falavam o sererê e seguiam a religião e os costumes sererês.
A história oral sererê diz que depois que Maissa Uáli se assimilou à cultura sererê e serviu como consultor jurídico do conselho por um tempo, foi escolhido pelos lamanes e pelo povo para governar como rei. Seu reinado teria transcorrido de cerca de 1350 a 1370. O lamane Jame Angom de Fajal, membro da família Angom e chefe do conselho, foi quem coroou Maissa Uáli e falou as palavras de proclamação ou discurso de coroação para que ele pudesse repeti-lo durante sua cerimônia. Jame ficou conhecido por organizar torneios de luta livre sererê em seu país (Fajal). Foi por meio desses torneios que o patriarca da família Faie, o "grande lutador sererê" Bucar Jilaque Faie demonstrou suas habilidades e recebeu a mão de uma princesa em casamento.
O fim do período lamânico levou a um declínio do poder e da influência dos lamanes, embora a posição não tenha desaparecido. As famílias lamânicas pré-Gueluares tinham poderes e riquezas reais, eram chefes de seus Estados e eram as guardiãs da espiritualidade sererê (A ƭat Roog). Após os Gueluares, mantiveram sua riqueza e títulos, mas eram meramente chefes provinciais. No entanto, devido à sua conexão com a religião sererê, mantiveram algum poder e podiam destronar um monarca reinante se ameaçados.